# Andreja Koblar
Andreja Koblar, während ihrer aktiven Karriere vor allem als Andreja Grašič bekannt (* 2. September 1971 in Kranj), ist eine ehemalige slowenische Biathletin.
Andreja Koblar, die heute in Križe lebt, begann 1993 mit dem Biathlonsport und gehörte seitdem auch dem Nationalkader ihres Landes an. Schon im selben Jahr gab sie ihr Debüt im Biathlon-Weltcup beim Saisonauftakt in Bad Gastein, wo sie auf Anhieb den 24. Rang in einem Einzel belegte. Ein Jahr später, wiederum in Bad Gastein, kam sie als Siebte in einem Sprint erstmals unter die besten Zehn. Ihre herausragendsten Ergebnisse konnte sie auf Einzelstrecken vorweisen. Hier gewann sie dreimal (1995/96 in Osrblie, 1996/97 in Nozawa Onsen und 1997/98 in Östersund) Weltcuprennen. Insgesamt neun Mal – neben sieben Mal im Einzel auch zweimal in Sprints – konnte sie Plätze auf dem Podium erlaufen. 1996 schloss sie die Weltcupsaison auf einem vierten Gesamtrang ab, 1998 wurde sie Sechste, 1996 Achte.
Zwischen 1995 und 2005 nahm Koblar an neun Weltmeisterschaften teil. Ihre besten Ergebnisse waren ein sechster Rang im Sprint 1995 in Antholz, ein vierter Platz 1999 am Holmenkollen im Massenstart und ein siebter Platz bei ihren Heim-Weltmeisterschaften 2001 im Einzel von Pokljuka. An Olympischen Spielen nahm sie 1998 in Nagano, 2002 in Salt Lake City und 2006 in Turin teil. 1998 startete sie in Einzel (44.) und Sprint (18.), erfolgreicher 2002 im Einzel (5.) und Sprint (12.) sowie in der Staffel (9.). 2006 erreichte sie in ihrer Spezialdisziplin, dem Einzel, zwar nur einen 56. Rang, dafür im Sprint einen zehnten und in der Verfolgung einen achten sowie mit der Staffel einen sechsten Platz.
Da sie sich für die Saison 2006/07 nicht mehr für das Weltcupteam qualifizieren konnte, beendete sei mit 35 Jahren ihre Karriere. Beim Weltcuprennen in ihrer Heimat am 17. Januar 2007 wurde ihr als Dank für ihre Verdienste um den slowenischen Biathlonsport noch einmal ein Start zugestanden, mit dem sie sich von ihren Fans verabschieden konnte. Sie begann das Rennen mit einer slowenischen Fahne in der Hand, die sie ihr gesamtes Rennen in der Hand behielt, beendete es jedoch schon nach dem ersten Schießen.
Koblar ist mit dem alpinen Skisportler Jernej Koblar verheiratet und arbeitet als Ausbilderin bei der slowenischen Armee. Vor dem Beginn ihrer Karriere war sie Skicross-Läuferin. Ihr Karrierestart war noch recht schwierig, da sie am Anfang ihrer Karriere die einzige Frau im Nationalteam war.

## Biathlon-Weltcup-Platzierungen
Die Tabelle zeigt alle Platzierungen (je nach Austragungsjahr einschließlich Olympische Spiele und Weltmeisterschaften).
- 1.–3. Platz: Anzahl der Podiumsplatzierungen
- Top 10: Anzahl der Platzierungen unter den ersten zehn (einschließlich Podium)
- Punkteränge: Anzahl der Platzierungen innerhalb der Punkteränge (einschließlich Podium und Top 10)
- Starts: Anzahl gelaufener Rennen in der jeweiligen Disziplin

| Platzierung                               | Einzel | Sprint | Verfolgung | Massenstart | Team | Staffel | Gesamt |
| ----------------------------------------- | ------ | ------ | ---------- | ----------- | ---- | ------- | ------ |
| 1. Platz                                  | 3      |        |            |             |      |         | 3      |
| 2. Platz                                  | 3      | 1      |            |             |      |         | 4      |
| 3. Platz                                  | 1      | 1      |            |             |      | 2       | 4      |
| Top 10                                    | 13     | 15     | 5          | 2           | 1    | 21      | 57     |
| Punkteränge                               | 37     | 59     | 27         | 9           | 2    | 27      | 161    |
| Starts                                    | 53     | 89     | 44         | 10          | 2    | 27      | 225    |
| Stand: Daten möglicherweise unvollständig |        |        |            |             |      |         |        |